# Reynaldo Espinosa
Pour les articles homonymes, voir Espinosa.
Reynaldo Espinosa (né le 1er février 2003) est un athlète cubain spécialiste des épreuves de sprint.

## Biographie
Le 1er juin 2024 à Salamanque, Reynaldo Espinosa descend pour la première fois de sa carrière sous les 10 secondes sur 100 m avec le temps de 9 s 96, se classant deuxième de la course derrière son compatriote Shainer Rengifo.

## Palmarès
| Date | Compétition        | Lieu     | Épreuve   | Résultat | Marque  |
| ---- | ------------------ | -------- | --------- | -------- | ------- |
| 2023 | Jeux panaméricains | Santiago | 4 × 100 m | 2e       | 39 s 26 |

## Records
| Épreuve | Temps  | Lieu       | Date          |
| ------- | ------ | ---------- | ------------- |
| 100 m   | 9 s 96 | Salamanque | 1er juin 2024 |